# 上施泰德姆
上施泰德姆是德国莱茵兰-普法尔茨州的一个市镇。总面积4.48平方公里，总人口71人，其中男性34人，女性37人（2011年12月31日），人口密度16人/平方公里。